# Ober-Wöllstadt
Ober-Wöllstadt ist einer der beiden Ortsteile der Gemeinde Wöllstadt im hessischen Wetteraukreis.

## Geografie
Ober-Wöllstadt liegt zwischen Taunus, Vogelsberg, Main- und Lahntal im südlichen Kreisgebiet. Ehemals an der  Bundesstraße 3 gelegen, ist seit der Eröffnung der Ortsumgehung Wöllstadt im Jahr 2017 die Kreisstraße 11 einzige Durchgangsstraße. 

## Geschichte
Die erste urkundliche Erwähnung von Ober-Wöllstadt stammt aus dem Jahr 790.
Bereits im Jahre 1050 gab es eine Kirche im Ort. Heute steht an dieser Stelle die 1752 erbaute katholische St. Stefanus-Kirche.
Am 1. August 1972 wurden im Zuge der Gebietsreform in Hessen die bis dahin selbständigen Gemeinden Nieder-Wöllstadt und Ober-Wöllstadt kraft Landesgesetz zur neuen Gemeinde Wöllstadt zusammengeschlossen.

## Bevölkerung
Einwohnerstruktur 2011
Nach den Erhebungen des Zensus 2011 lebten am Stichtag dem 9. Mai 2011 in Ober-Wöllstadt 2441 Einwohner. Darunter waren 153 (6,3 %) Ausländer. Nach dem Lebensalter waren 426 Einwohner unter 18 Jahren, 1053 zwischen 18 und 49, 498 zwischen 50 und 64 und 465 Einwohner waren älter. Die Einwohner lebten in 1065 Haushalten. Davon waren 306 Singlehaushalte, 324 Paare ohne Kinder und 361 Paare mit Kindern, sowie 69 Alleinerziehende und 15 Wohngemeinschaften. In 192 Haushalten lebten ausschließlich Senioren und in 744 Haushaltungen lebten keine Senioren.
Einwohnerentwicklung
| Ober-Wöllstadt: Einwohnerzahlen von 1834 bis 2022 | Ober-Wöllstadt: Einwohnerzahlen von 1834 bis 2022 | Ober-Wöllstadt: Einwohnerzahlen von 1834 bis 2022 | Ober-Wöllstadt: Einwohnerzahlen von 1834 bis 2022 | Ober-Wöllstadt: Einwohnerzahlen von 1834 bis 2022 |
| --- | ------------------------------------------------- | ------------------------------------------------- | ------------------------------------------------- | ------------------------------------------------- |
| Jahr |                                                   |                                                   |                                                   | Einwohner                                         |
| 1834 | 1834                                              |                                                   | 808                                               | 808                                               |
| 1840 | 1840                                              |                                                   | 874                                               | 874                                               |
| 1846 | 1846                                              |                                                   | 963                                               | 963                                               |
| 1852 | 1852                                              |                                                   | 905                                               | 905                                               |
| 1858 | 1858                                              |                                                   | 867                                               | 867                                               |
| 1864 | 1864                                              |                                                   | 812                                               | 812                                               |
| 1871 | 1871                                              |                                                   | 742                                               | 742                                               |
| 1875 | 1875                                              |                                                   | 712                                               | 712                                               |
| 1885 | 1885                                              |                                                   | 701                                               | 701                                               |
| 1895 | 1895                                              |                                                   | 731                                               | 731                                               |
| 1905 | 1905                                              |                                                   | 829                                               | 829                                               |
| 1910 | 1910                                              |                                                   | 847                                               | 847                                               |
| 1925 | 1925                                              |                                                   | 984                                               | 984                                               |
| 1939 | 1939                                              |                                                   | 1.077                                             | 1.077                                             |
| 1946 | 1946                                              |                                                   | 1.475                                             | 1.475                                             |
| 1950 | 1950                                              |                                                   | 1.508                                             | 1.508                                             |
| 1956 | 1956                                              |                                                   | 1.550                                             | 1.550                                             |
| 1961 | 1961                                              |                                                   | 1.639                                             | 1.639                                             |
| 1967 | 1967                                              |                                                   | 1.801                                             | 1.801                                             |
| 1970 | 1970                                              |                                                   | 1.834                                             | 1.834                                             |
| 1980 | 1980                                              |                                                   | ?                                                 | ?                                                 |
| 1990 | 1990                                              |                                                   | ?                                                 | ?                                                 |
| 2000 | 2000                                              |                                                   | ?                                                 | ?                                                 |
| 2011 | 2011                                              |                                                   | 2.441                                             | 2.441                                             |
| 2022 | 2022                                              |                                                   | 2.710                                             | 2.710                                             |
| Datenquelle: Historisches Gemeindeverzeichnis für Hessen: Die Bevölkerung der Gemeinden 1834 bis 1967. Wiesbaden: Hessisches Statistisches Landesamt, 1968. Weitere Quellen: LAGIS; Zensus 2011; 2022 |                                                   |                                                   |                                                   |                                                   |

Historische Religionszugehörigkeit
| • 1961: | 236 evangelische (= 14,40 %), 1392 katholische (= 84,93 %) Einwohner |

## Kulturdenkmäler
Siehe: Liste der Kulturdenkmäler in Ober-Wöllstadt

## Infrastruktur
Im Ort gibt es:
- den katholischen Kindergarten St. Stefanus
- die im Frühjahr 2020 eröffnete Kindertagesstätte "Wichtelburg"[8]
- einen Kunstrasen-Sportplatz
- die Zweigstelle der Fritz-Erler-Schule Wöllstadt, eine Grundschule
- die katholische Pfarrkirche St. Stefanus